# 西山茂夫
西山 茂夫（にしやま しげお、1930年1月1日 - ）は、日本の医学者、皮膚科医。専門は血管炎、膠原病、全身疾患と皮膚。東京生まれ。

## 略歴
- 1949年 武蔵高等学校(旧制)卒業
- 1953年 東京大学医学部医学科(旧制)卒業
- 1954年～1959年 東京大学大学院特別奨学生
- 1960年 東京大学医学博士[1]
- 1960年～1965年 東京大学医学部皮膚科助手
- 1960年～1962年 西ドイツボン大学、ヴュルツブルク大学皮膚科留学
- 1965年～1967年 関東逓信病院皮膚科副部長
- 1967年～1971年 東京大学医学部講師
- 1971年～1995年 北里大学医学部教授

## 学会活動
- 1985年～1987年 日本研究皮膚科学会理事長
- 1987年 ドイツ皮膚科学会名誉会員
- 1988年～1989年 日本皮膚科学会東京支部長
- 1990年～1992年 日独皮膚科学会会長
- 1994年 ハンガリー皮膚科学会名誉会員

## 著書
単著
- 『実地医家のための現代臨床講座 医学研究者 1968年）
- 『誤診し易い皮膚疾患』（金原出版 1968年7月）
- 『口腔粘膜疾患診療図説』（金原出版 1970年）
- 『口腔粘膜のみかた』（医事出版社 1974年8月）
- 『図説爪のみかた』（医事出版社 1975年9月）
- 『爪でわかる病気のはなし』（国文書院 1976年）
- 『爪で分かる病気の話』（同文書院 1977年）
- 『図説・口腔粘膜のみかた』（医事出版社 1977年）
- 『図説・爪のみかた』（医事出版社 1977年）
- 『眼で診る内臓疾患（Ⅱ）』（キョーリンメディカルサプライ 1977年10月）
- 『皮膚病アトラス」（文光堂 1977年8月）
- 『ケース・スタディー：皮膚疾患』（文光堂 1978年5月）
- 『図説・まぶたのみかた』（三報社 1979年2月）
- 『小児皮膚疾患カラーアトラス』（南江堂 1980年6月）
- 『内科疾患と皮膚症状 カラーアトラス』（中外医学社 1980年）
- 『内科疾患と皮膚症状』（中外医学社 1981年1月）
- 『粘膜疹の診かたと治療』（金原出版 1981年3月）
- 『皮膚病アトラス』（文光堂 1981年6月）
- 『口腔粘膜疾患アトラス』（文光堂 1982年7月）
- 『眼科医のための皮膚疾患アトラス』（南江堂 1987年4月）
- 『皮膚病教室』（国久書院 1987年）
- 『皮膚科サブノート』（南江堂 1987年7月）
- 『皮膚からわかる病気』（講談社 1991年4月）
- 『爪疾患カラーアトラス』（南江堂 1992年12月）
- 『外陰部皮膚疾患アトラス』（日本医学出版 1998年4月）
- 『皮膚真菌症カラーアトラス』（医科学出版社 1999年1月）

編著
- 『皮膚科検査―その進め方と考え方』安田利顕、石川英一、森俊二共編集（金原出版 1973年）
- 『目でみる症候群』（日本医師会 1974年）
- 『必修皮膚科学』（南江堂 1980年10月）
- 『内科診断学アトラス』岡博共編集（中外医学社 1981年）
- 『皮膚を診る』（南江堂 1985年12月）
- 『皮膚科検査法ハンドブック』（南江堂 1991年11月）
- 『アレルギー性皮膚疾患診療ハンドブック』（メディカルレビュー社 1992年6月）
- 『よくみる皮膚病治療のControversy』（南江堂 1993年4月）
- 『部位別皮膚病カラーアトラス』（南江堂 1996年1月）
- 『カラーアトラス 誤りやすい皮膚病変』（メジカルビュー社 1996年6月）
- 『皮膚科の病名由来ア・ラ・カルト』監修（協和企画通信 1996年6月）
- 『誤診しやすい皮膚疾患』（協和企画 2013年）

共著
- 『ポケット医学略語辞典』（医学書院 1971年5月）
- 『皮膚病理組織診断の手引き』清寺眞共著（金原出版 1971年8月)
- 『角層・皮膚の血管・カビの話・脱毛症のいろいろ・フケ』（日本毛髪科学協会 1972年9月）
- 『膠原病』本間光夫、柏崎禎夫（医学書院 1973年10月）
- 『内科診断のための視診テキスト』大友英一共著（文光堂 1980年10月）
- 『必修内科学アトラス』（南江堂 1982年4月）
- 『皮膚でわかる内科疾患』井上勝平、北村啓次郎共著（南江堂 2000年6月）

訳書
- 『目で見る鑑別診断』クロスターマン他 安部英共訳（医学書院 1969年11月）

## 文献
- 西山茂夫教授退任記念誌 北里大学医学部皮膚科学教室 1995年